# Chobanin
Chobanin – wieś w Polsce położona w województwie łódzkim, w powiecie wieruszowskim, w gminie Wieruszów.

## Historia
Miejscowość historycznie należy do ziemi wieluńskiej i pierwotnie związana była z Wielkopolską. Ma metrykę średniowieczną i istnieje co najmniej od XIV wieku. Wymieniona pierwszy raz w dokumencie zapisanym po łacinie w 1368 "Chobanin, Chobamin, Chobanino, Czobanin, Kobanyn" .
Miejscowość została odnotowana w historycznych dokumentach własnościowych, prawnych i podatkowych. W 1368 należała do parafii św. Mikołaja w Starym Wieruszowie „ex fundatione antiqua”. Wymieniono wówczas role wieruszowskie koło drogi do Wielunia i Chobanina. W 1444 arcybiskup postanowił, że wieś ma należeć do parafii Wieruszów, a nie Cieszęcin. W 1459 sołtys Albert miał w miejscowości dobra wartości 30 grzywien. W 1467 Małgorzata z Wieruszowa sprzedała Janowi Kępińskiemu m.in. Chobanin. W 1511 arcybiskup pobierał we wsi dziesięcinę z 8,5-12,5 łanów po 4 groszy oraz po mierze owsa. Dziesięcinę z pustek sprzedano wówczas za 1/2 grzywny. W 1502 miejscowość była własnością rodu Wieruszów. W 1518 wieś liczyła 6 łanów. W 1552 gospodarowało w niej 12 kmieci, a jeden łan należał do sołtysa. W 1553 miejscowość miała 5 łanów .
Po rozbiorach Polski miejscowość znalazła się w zaborze rosyjskim. Jako wieś leżąca w powiecie wieluńskim, gminie Galewice i parafii Wieruszów wymienia ją XIX wieczny Słownik geograficzny Królestwa Polskiego. W 1827 miejscowość miała 30. domów zamieszkanych przez 205. mieszkańców.
W latach 1954–1972 wieś należała i była siedzibą władz gromady Chobanin. W latach 1975–1998 miejscowość administracyjnie należała do województwa kaliskiego.
Przez miejscowość przebiega droga wojewódzka nr 482.